# Adrian Young
Adrian Samuel Young född 26 augusti 1969 i Long Beach, Kalifornien är trummis i bandet No Doubt.
Adrian gifte sig 16 januari 2000 med Nina Kent. De har en son tillsammans Mason James Young född 9 februari 2002 och en dotter Magnolia Renée Young född 10 juni 2011.

## Fotnoter
1. ↑  Tjeckiska nationalbibliotekets databas, NKC-ID: xx0199406, läst: 17 december 2022.[källa från Wikidata]